# Jekatierina Starygina
Jekatierina Starygina, rus. Екатерина Старыгина (ur. 26 sierpnia 1995) – rosyjska lekkoatletka specjalizująca się w rzucie oszczepem.
W 2014 wywalczyła złoty medal juniorskich mistrzostw świata w Eugene.
Złota medalistka mistrzostw Rosji.
Rekord życiowy: 63,57 (23 czerwca 2019, Mińsk).

## Osiągnięcia
| Rok  | Impreza                        | Miejsce               | Pozycja           | Wynik |
| ---- | ------------------------------ | --------------------- | ----------------- | ----- |
| 2013 | Zimowy puchar Europy w rzutach | Castellón de la Plana | 2. miejsce (U-23) | 56,39 |
| 2013 | Mistrzostwa Europy juniorów    | Rieti                 | el. – 15. miejsce | 48,01 |
| 2014 | Mistrzostwa świata juniorów    | Eugene                | 1. miejsce        | 56,85 |
| 2015 | Zimowy puchar Europy w rzutach | Leiria                | 2. miejsce (U-23) | 56,15 |
| 2015 | Młodzieżowe mistrzostwa Europy | Tallinn               | el. – 13. miejsce | 48,92 |